# الثورة الكوبية

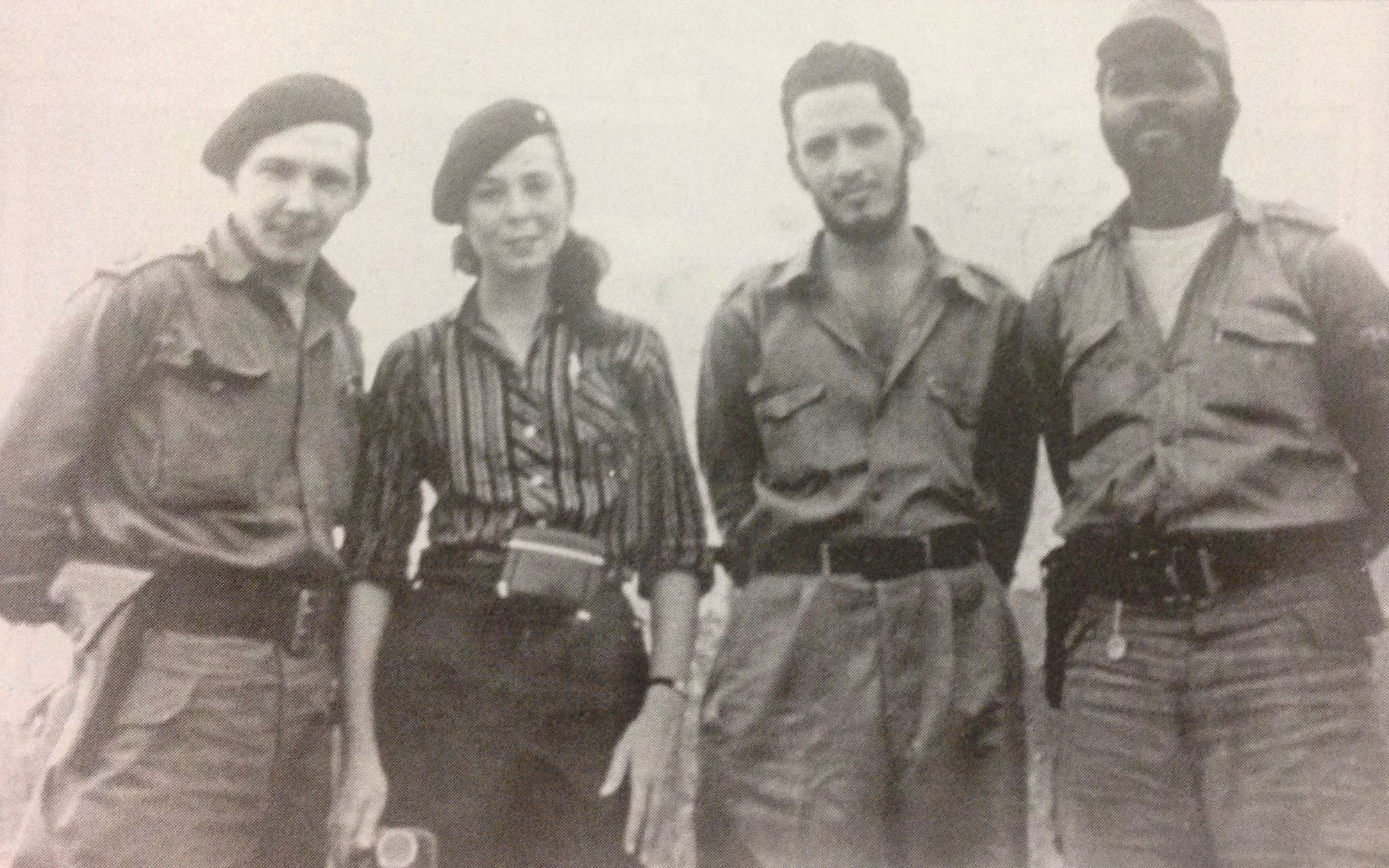
راؤول كاسترو وفيلما إسبين وخورخي ريسكيت وخوسيه نيفالدو كوز عام 1958

الثورة الكوبية (بالإسبانية: Revolución cubana) كانت تمردًا مسلحًا قام به فيديل كاسترو ورفاقه الثوريين من حركة السادس والعشرين من يوليو وحلفائها ضد الدكتاتورية العسكرية للرئيس الكوبي فولغينسيو باتيستا. بدأت الثورة في يوليو 1953، واستمرت بصورة متقطعة حتى خلع الثوار باتيستا في نهاية المطاف في 31 ديسمبر 1958، واستبدلوا حكومته. يُحتفل بـ 26 يوليو 1953 في كوبا باعتباره يوم الثورة. قامت ثورة السادس والعشرين من يوليو لاحقًا بإصلاحات متوافقة مع الخطوط الماركسية اللينينية، لتصير الحزب الشيوعي الكوبي في أكتوبر 1965.
كان للثورة الكوبية مضاعفات محلية ودولية بليغة. على وجه الخصوص، غيرت العلاقات الكوبية الأمريكية، رغم أن المساعي لتحسين العلاقات الدبلوماسية قد اكتسبت زخمًا في السنوات الأخرى، والانفراج الكوبي مثال. في الأعقاب المباشرة للثورة، بدأت حكومة كاسترو برنامج تأميم ومركزة الصحافة والتوطيد السياسي الذي أحدث تحولًا في الاقتصاد والمجتمع المدني في كوبا. آذنت الثورة أيضًا بحقبة من الأممية الطبية الكوبية والتدخل الكوبي في النزاعات العسكرية الأجنبية في إفريقيا وأمريكا اللاتينية وجنوب شرق آسيا والشرق الأوسط. حدثت عدة تمردات في السنوات الستة التالية لعام 1959، وبصورة رئيسة في جبال إيسكامبراي، والتي قمعتها الحكومة الثورية.

## خلفية

### الفساد في كوبا
كانت جمهورية كوبا عند بداية القرن العشرين تتسم إلى حد كبير بتقليد مترسخ بعمق من الفساد حيث أسفرت المشاركة السياسية عن فرص للنخبة للانخراط في فرص تراكم الثروة. اعتُبرت الفترة الرئاسية الأولى في كوبا في ظل الدون توماس إسترادا بالما من عام 1902 حتى 1906 أنها تدعم أفضل معايير النزاهة الإدارية في تاريخ جمهورية كوبا. مع ذلك، أسفر تدخل أمريكي في عام 1906 عن تسلم تشارلز إدوارد ماغون، وهو دبلوماسي أمريكي، زمام السلطة حتى عام 1909. قام جدل حول إذا ما كانت حكومة ماغون تتغاضى عن الممارسات الفاسدة أم كانت في الواقع منخرطة فيها. اقترح هيو توماس أنه رغم رفض ماغون الممارسات الفاسدة، لكن الفساد ظل موجودًا في ظل إدارته إضافة إلى أنه قوّض من استقلال الهيئة القضائية وقرارات محاكمها. كان رئيس كوبا التالي، جوزيه ميغيل غوميز، أول من انخرط في الفساد المتغلغل وفضائح الفساد الحكومي. تضمنت هذه الفضائح رشاوى زُعم أنها دُفعت لمسؤولين ومشرعين كوبيين بموجب عقد لتفتيش ميناء هافانا، بالإضافة إلى دفع أجور لشركاء حكوميين وضباط رفيعي المستوى. أراد خليفة غوميز، ماريو غارسيا مينوكال، وضع حد لفضائح الفساد وادعى أنه ملتزم بالنزاهة الإدارية في حين كان يعمل تحت شعار: «الصدق والسلام والعمل». على الرغم من نواياه، فقد ازداد الفساد حدةً في ظل حكومته من عام 1913 حتى 1921. صارت حوادث الاحتيال أكثر شيوعًا بينما تواطأ الفاعلون والمقاولون غير الحكوميين في كثير من الأحيان مع المسؤولين العامين والمشرعين. يعزو تشارلز إدوارد تشابمان زيادة الفساد إلى ازدهار السكر الذي حدث في كوبا في عهد حكومة مينوكال. علاوةً على ذلك، مكّن بدء الحرب العالمية الأولى الحكومة الكوبية من التلاعب بأسعار السكر ومبيعات الصادرات وتصاريح الاستيراد.
خلف ألفريدو زاياس الرئيس مينوكال من عام 1921 حتى 1925 وانخرط في ما أشار إليه كاليستو ماسو على أنه «التعبير الأقصى عن الفساد الحكومي». انتشر كل من الفساد الضئيل والكبير في جميع جوانب الحياة العامة تقريبًا وصارت الإدارة الكوبية تتميز إلى حد كبير بالمحسوبيّة، إذ اعتمد زاياس على أصدقائه وأقاربه للحصول على قدر أكبر من الثروة بصورة غير قانونية. نتيجة لسياسات زاياس السابقة، هدف جيراردو ماشادو إلى إنهاء الفساد وتطوير أداء القطاع العام في عهد حكومته اللاحقة من عام 1925 وحتى 1933. في حين تمكن من خفض كمية الفساد الضئيل والبسيط، ظل الفساد الكبير مستمرًا في معظمه. شرع ماشادو في مشاريع التنمية التي أتاحت استمرار الفساد الكبير عبر التكاليف المُضخَمة وخلق «هوامش ضخمة» مكنت المسؤوليين الحكوميين من الاستيلاء على المال بطريقة غير قانونية. في عهد حكومته، صارت فرص الفساد متمركزة في أيدٍ أقل من خلال «إجراءات الشراء الحكومية المركزية» وجمع الرشاوى بين عدد أقل من البيروقراطيين والإداريين. من خلال تطوير البنى التحتية العقارية ونمو صناعة السياحة الكوبية، تمكنت إدارة ماشادو من استخدام معلوماتها الداخلية للاستفادة من الصفقات التجارية للقطاع الخاص.
كرس السيناتور إدواردو كيباس نفسه لفضح الفساد في الحكومة الكوبية، وشكل الحزب الأرثوذكسي في عام 1947 لتعزيز هذا الهدف. يشير أرغوتي – فرير إلى أن سكان كوبا في ظل الجمهورية كانوا يتمتعون بدرجةٍ عالية من التسامح مع الفساد. علاوة على ذلك، عرف الكوبيون الفاسدين ونقدوهم، لكنهم أُعجبوا بهم لقدرتهم على التصرف على أنهم «مجرمون بحصانة». تجاوز المسؤولون الفاسدون أعضاء الكونغرس ليضموا أيضًا ضباط الجيش الذين قدموا خدمات للمقيمين وقبلوا الرشاوى. مكن تأسيس شبكة قمار غير قانونية ضمن الجيش الطاقم العسكري مثل المقدّم بيدرازا والرائد مارينيه من الانخراط في أنشطة قمار غير مشروعة واسعة النطاق. يقول ماوريسيو أوغوستو فونت وألفونسو كويروز، مؤلفا كتاب الجمهورية الكوبية وجوزيه مارتي، أن الفساد انتشر في الحياة العامة في ظل إدارة الرئيسين رامون غراو وكارلوس بريو سوكارياس. ذكرت التقارير أن بريو قد سرق أكثر من 90 مليون دولار أمريكي من الأموال العامة، ما كان يعادل ربع الميزانية الوطنية السنوية. قبل الثورة الشيوعية، حكمت كوبا حكومة فولجينسيو باتيستا المُنتخبة من عام 1940 حتى 1944. خلال مدة حكمه، تألفت قاعدة دعم باتيستا بصورة رئيسة من السياسيين وضباط الجيش الفاسدين. كان باتيستا نفسه قادرًا على تحقيق مكاسب كبيرة من النظام قبل أن يتسلم السلطة عبر عقود حكومية مُضخَمة وعائدات المقامرة. في عام 1942، أوردت وزارة الخارجية البريطانية أن وزارة الخارجية الأمريكية كانت «قلقة للغاية» حيال الفساد في ظل الرئيس فولجينسيو باتيستا، واصفة المشكلة بأنها «متفشية» وتتجاوز «أي شيء حدث سابقًا». اعتقد الدبلوماسيون البريطانيون أن الفساد كان متجذرًا في أعلى مؤسسات كوبا نفوذًا، وكان أعلى الأفراد مناصبًا في الحكومة والجيش منخرطون بشدة في تجارة القمار والمخدرات. فيما يخص المجتمع المدني، كتب إدواردو ساينز روفنر أن الفساد في الشرطة والحكومة قد سمح بتوسع المنظمات الإجرامية في كوبا. رفض باتيستا عرض الرئيس الأمريكي فرانكلين روزفلت بإرسال خبراء للمساعدة في إصلاح الخدمة المدنية الكوبية.

## وصول كوبا

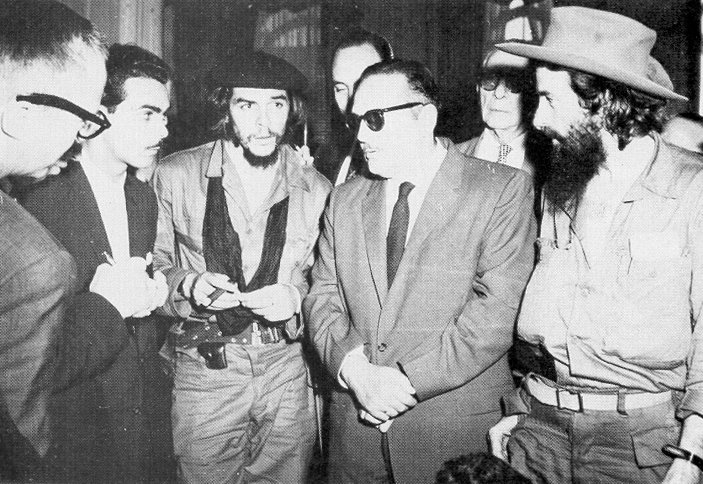
(من اليمين إلى اليسار) زعيم المتمردين كاميلو سيينفيغوس، والرئيس الكوبي مانويل أوروتيا، وجيفارا (يناير 1959).

في يوم 2 ديسمبر/ كانون الأول 1956، وصل فيدل كاسترو مع مجموعة من 82 شخصاً إلى كوبا في قارب صغير يعرف باسم غرانما إلى شواطئ كوبا بهدف إقامة حركة مقاومة مسلحة في سلسلة جبال سييرا مايسترا. تزامن ذلك مع الحظر المفروض من الولايات المتحدة على الأسلحة في 14 مارس/ آذار 1958، مما أضعف من نظام باتيستا. بحلول أواخر عام 1958، انتشر المتمردون خارج سلسلة جبال سييرا مايسترا، ودعوا إلى تمرد شعبي عام. بعد أن استولى المقاتلون على سانتا كلارا، فر باتيستا بشكل درامي من هافانا في 1 يناير/ كانون الثاني 1959 إلى المنفى في البرتغال. تفاوض باركوين مع قادة الثورة كاميلو سيينفيغوس وتشي غيفارا وراؤول كاسترو وشقيقه فيدل كاسترو، بعد أن قررت المحكمة العليا أن الثورة هي مصدر القانون وممثلوها ينبغي أن يتولوا القيادة.
ودخلت قوات كاسترو العاصمة يوم 8 كانون الثاني/ يناير 1959. بعد ذلك بوقت قصير، أصبح المحامي الليبرالي الدكتور «مانويل أوروتيا ليو» رئيساً، بدعم من حركة 26 يوليو، لأنهم ظنوا أن تعيينه سينال ترحيب الولايات المتحدة. أدت الخلافات داخل الحكومة إلى استقالة أوروتيا في يوليو / تموز 1959. وحل محله «أوزفالدو دورتيكوس» الذي شغل منصب الرئيس حتى عام 1976. أصبح كاسترو رئيسا للوزراء في شباط / فبراير 1959، خلفًا لخوسيه ميرو في هذا المنصب.

## سنوات الحكم

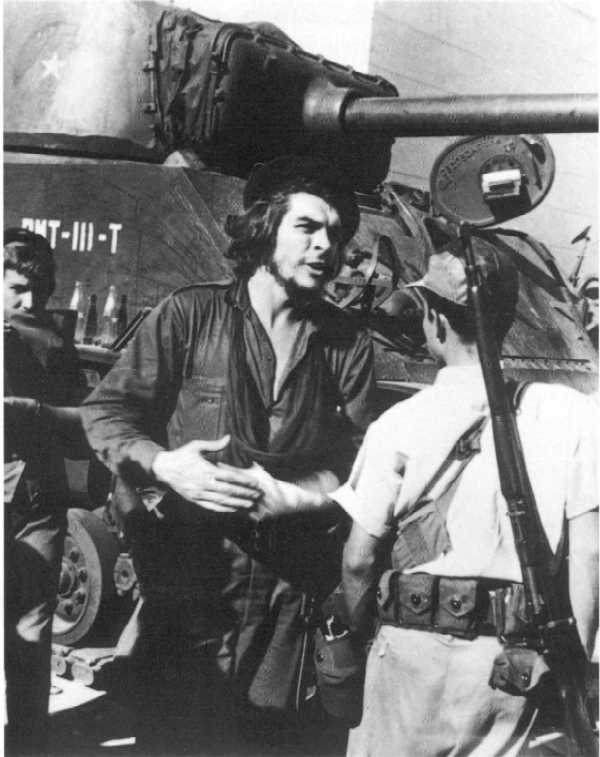
جيفارا بعد الانتصار في معركة سانتا كلارا، 1 يناير 1959 الذي كان فيها قائد جيش الثوار.

في سنواتها الأولى، صادرت الحكومة الثورية الجديدة الممتلكات الخاصة مع دفع تعويضات ضئيلة أو معدومة، كما أممت المرافق العامة، وشددت الرقابة على القطاع الخاص وأوقفت نوادي القمار التي سيطرت عليها المافيا. تآمرت وكالة المخابرات المركزية مع المافيا في شيكاغو عامي 1960 و1961 لاغتيال فيدل كاسترو، وفقا لوثائق رفعت سريتها عام 2007.
بعض التدابير التي اتخذتها حكومة فيدل كاسترو، كانت وفقاً للبرنامج الوارد في بيان سييرا مايسترا. كما أممت الحكومة ممتلكات خاصة وبقيمة إجمالية 25 مليار دولار أمريكي،  منها ما يزيد عن مليار دولار أموال أمريكية.
بحلول نهاية عام 1960، أغلقت جميع الصحف المعارضة، وأصبحت محطات الإذاعة والتلفزيون تحت سيطرة الدولة. تم تطهير صفوف المعتدلين والمعلمين والأساتذة، وسجن ما يقرب من 20,000 منشقاً كل عام. كما أرسل بعض المثليين جنسياً والمتدينين وغيرهم لمعسكرات العمل في الستينيات، حيث خضعوا لإعادة تأهيل طبي وسياسي. تشير إحدى التقديرات إلى إعدام نحو 15,000 إلى 17,000 شخص في تلك الفترة.
عزز الحزب الشيوعي حكم الحزب الواحد، بتولّي كاسترو منصب زعيم الحزب. أصبح راؤول - أخ فيدل - قائدًا للجيش. أصبح الولاء لكاسترو المعيار الأساسي لجميع التعيينات. في سبتمبر/ أيلول 1960، أنشأت الحكومة الثورية ما يعرف باسم لجان الدفاع عن الثورة، والتي قامت بالتجسس على الأحياء السكنية.

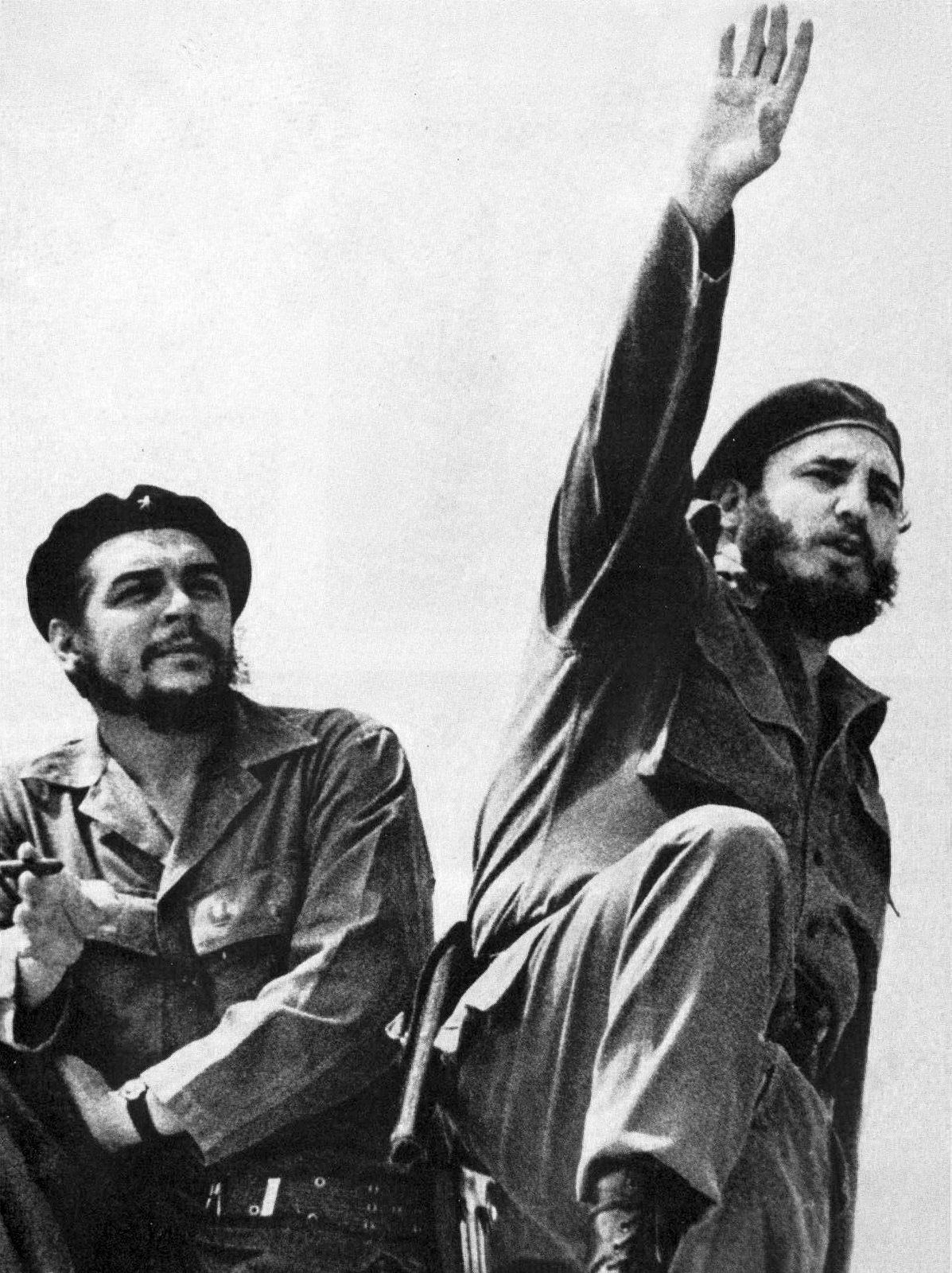
فيديل كاسترو عقل الثورة وجيفارا ساعدة الأيمن.

في استعراض عيد رأس السنة الجديدة لعام 1961، استعرضت الحكومة دبابات وأسلحة سوفييتية. لتصبح هذه الدولة الجزيرة الصغيرة ثاني أكبر قوة مسلحة في أمريكا اللاتينية بعد البرازيل. كما أصبحت كوبا عضوًا مميزًا في معسكر الاتحاد السوفياتي.
بحلول عام 1961، غادر مئات الآلاف من الكوبيين بلادهم إلى الولايات المتحدة. كما فشلت عملية غزو خليج الخنازير عام 1961 التي حاولت إسقاط الحكومة الكوبية من خلال القوة التي دربتها الولايات المتحدة من المنفيين الكوبيين مع دعم عسكري أمريكي. بدأت العملية في نيسان / أبريل عام 1961، أي بعد أقل من ثلاثة أشهر من تنصيب جون كينيدي رئيسًا للولايات المتحدة. هزمت القوات الكوبية المسلحة المدربة من قبل دول الكتلة الشرقية، قوات المنفيين في ثلاثة أيام. كما ازداد تدهور العلاقات الأمريكية الكوبية السيئة أصلاً في العام التالي مع أزمة الصواريخ الكوبية، عندما طالبت إدارة كينيدي بالسحب الفوري للصواريخ السوفياتية في كوبا، والتي جاءت ردًا على الصواريخ النووية الاميركية في تركيا والشرق الأوسط. اتفق السوفييت والأميركيون على إزالة الصواريخ السوفييتية من كوبا والصواريخ الأمريكية سرًا من تركيا والشرق الأوسط في غضون بضعة أشهر. كما وافق كنيدي أيضًا على عدم غزو كوبا مستقبلاً. أما المنفيون الكوبيون المعتقلون أثناء عملية غزو خليج الخنازير، فقد جرت مبادلتهم بشحنة من الإمدادات من أمريكا.

## السياسة الخارجية والداخلية
بحلول عام 1963، كانت كوبا تتجه نحو نظام شيوعي كامل على غرار الاتحاد السوفياتي. مما دفع الولايات المتحدة لفرض حظر دبلوماسي وتجاري شامل على كوبا، وبدأت عملية النمس إحدى برامج الاستخبارات الأمريكية السرية.
في عام 1965، دمج كاسترو منظمته الثورية بالحزب الشيوعي الذي أصبح سكرتيره الأول، وأصبح بلاس روكا سكرتيره الثاني. خلف روكا بعد ذلك، راؤول كاسترو الذي كان وزير الدفاع وأكثر الأشخاص قربًا من أخيه فيدل، وأصبح ثاني أقوى شخصية في كوبا. تعزز موقف راؤول بعد رحيل تشي غيفارا ليقود حملات تمرد فاشلة في جمهورية الكونغو الديمقراطية، ومن ثم بوليفيا حيث قتل في عام 1967.
خلال السبعينيات، أرسل فيدل كاسترو عشرات الآلاف من الجنود لدعم الحروب المدعومة سوفييتياً في أفريقيا، ولا سيما حركة تحرير أنغولا في أنغولا ومنغستو هيلا ميريام في إثيوبيا. كان مستوى المعيشة في السبعينيات بسيطاً للغاية، وسادت حالة من الاستياء. اعترف فيدل كاسترو بفشل السياسات الاقتصادية في كلمة ألقاها عام 1970. بحلول منتصف السبعينات، بدأ كاسترو الإصلاحات الاقتصادية.
علقت عضوية كوبا من منظمة الدول الأمريكية في عام 1962، لدعم الحظر المفروض من طرف الولايات المتحدة، ولكن المنظمة رفعت جميع العقوبات المفروضة على كوبا في عام 1975 بموافقة 16 بلداً بما في ذلك الولايات المتحدة. في 3 يونيو / حزيران 2009، اعتمدت منظمة الدول الأمريكية قرارًا يضع حدًا لاستبعاد دام 47 عاماً لكوبا. كانت الاجتماعات مثيرة للجدل حيث انسحبت وزيرة الخارجية الأمريكية هيلاري كلينتون في إحدى المراحل، ولكن في النهاية وافق الوفد الأمريكي مع الأعضاء الآخرين على القرارن بالرغم من أعلان الزعماء الكوبيون مرارًا عن عدم رغبتهم في العودة للانضمام لمنظمة الدول الأمريكية.